# 仮面/未来航海
「仮面/未来航海」（かめん/みらいこうかい）は、タッキー&翼の5枚目のシングル。2005年5月4日にavex traxから発売された。

## 概要
CD（初回盤）、CD（通常盤）、CD+DVD盤の3種類で販売。
「仮面」は映画『マスク2』日本語吹替版のテーマソング、「未来航海」はフジテレビ系アニメ『ONE PIECE』のエンディングテーマソング。
2005年4月7日には東京厚生年金会館で行われた『マスク2』日本語吹替版のプレミアム試写会にシークレットで登場し、2000人の観客の前で「仮面」を初披露。歌の後にはトークショーも行われた。

## 特典・仕様
- CD（初回盤） - 超豪華30ページフォトブック封入、書き下ろし『ONE PIECE』ステッカー封入[5]
- CD（通常盤） - ボーナストラック「Romantic」収録[5]
- CD+DVD - DVD付き（「仮面」MUSIC CLIP収録）、書き下ろし『ONE PIECE』ステッカー封入[5]

## 収録内容

### CD
1. 仮面 （作詞:小幡英之 作曲:酒井ミキオ、編曲：鈴木雅也）
ギャガ配給映画『マスク2』日本語吹替版テーマソング[6]
2. 未来航海 （作詞:田形美喜子 / 森元康介 作曲:森元康介、編曲：CHOKKAKU）
フジテレビ系アニメ『ONE PIECE』エンディングテーマ[6]
3. Romantic（作詞:TAKESHI 作曲:飯岡隆志 編曲:久保田光太郎）
通常盤のみ収録のボーナストラック
4. 仮面 〜karaoke〜
5. 未来航海 〜karaoke〜

### DVD
1. 「仮面」 VIDEO CLIP

## 収録映像作品
仮面
- Hideaki Takizawa 2005 concert 〜ありがとう2005年さようなら〜
  - 滝沢がソロで披露

- タキツバCLIPS（PV映像）
- Tackey & Tsubasa Premium Live DVD -5th Anniversary Special Package-
- ☆Dance and Rock★ TSUBASA IMAI Tour'09
  - 今井がソロで披露

- CONCERT TOUR 2010 滝翼祭
- LIVE TOUR 2011 OUR FUTURE
- Youは何しに？タッキー＆翼CONCERT そこにタキツバが私を待っている 正月は東京・大阪へ

未来航海
- Tackey & Tsubasa Premium Live DVD -5th Anniversary Special Package-